# Screen Actors Guild Awards 2003
La nona cerimonia del Premio SAG si è svolta il 9 marzo 2003.

## Cinema

### Migliore attore protagonista
- Daniel Day-Lewis – Gangs of New York
- Adrien Brody – Il pianista (The Pianist)
- Nicolas Cage – Il ladro di orchidee (Adaptation.)
- Richard Gere – Chicago
- Jack Nicholson – A proposito di Schmidt (About Schmidt)

### Migliore attrice protagonista
- Renée Zellweger – Chicago
- Salma Hayek – Frida
- Nicole Kidman – The Hours
- Diane Lane – L'amore infedele - Unfaithful (Unfaithful)
- Julianne Moore – Lontano dal paradiso (Far From Heaven)

### Migliore attore non protagonista
- Christopher Walken – Prova a prendermi (Catch Me if You Can)
- Chris Cooper – Il ladro di orchidee
- Ed Harris – The Hours
- Alfred Molina – Frida
- Dennis Quaid – Lontano dal paradiso

### Migliore attrice non protagonista
- Catherine Zeta-Jones – Chicago
- Kathy Bates – A proposito di Schmidt
- Julianne Moore – The Hours
- Michelle Pfeiffer – White Oleander
- Queen Latifah – Chicago

### Miglior cast
- Chicago
Christine Baranski, Taye Diggs, Colm Feore, Richard Gere, Queen Latifah, John C. Reilly, Renée Zellweger, Catherine Zeta-Jones
- Il ladro di orchidee
Nicolas Cage, Chris Cooper, Brian Cox, Cara Seymour, Meryl Streep, Tilda Swinton
- The Hours
Toni Collette, Claire Danes, Jeff Daniels, Stephen Dillane, Ed Harris, Allison Janney, Nicole Kidman, Julianne Moore, John C. Reilly, Miranda Richardson, Meryl Streep
- Il mio grosso grasso matrimonio greco (My Big Fat Greek Wedding)
Gia Carides, Michael Constantine, John Corbett, Joey Fatone, Lainie Kazan, Andrea Martin, Nia Vardalos
- Il Signore degli Anelli - Le due torri (The Lord of the Rings: The Two Towers)
Sean Astin, Cate Blanchett, Orlando Bloom, Billy Boyd, Brad Dourif, Bernard Hill, Christopher Lee, Ian McKellen, Dominic Monaghan, Viggo Mortensen, Miranda Otto, John Rhys-Davies, Andy Serkis, Liv Tyler, Hugo Weaving, David Wenham, Elijah Wood

## Televisione

### Migliore attore in un film televisivo o miniserie
- William H. Macy – Il venditore dell'anno (Door to Door)
- Albert Finney – Guerra imminente (The Gathering Storm)
- Brad Garrett – Gleason
- Sean Hayes – Martin & Lewis
- John Turturro – Monday Night Mayhem

### Migliore attrice in un film televisivo o miniserie
- Stockard Channing – The Matthew Shepard Story
- Kathy Bates – My Sister's Keeper
- Helen Mirren – Il venditore dell'anno (Door to Door)
- Vanessa Redgrave – Guerra imminente (The Gathering Storm)
- Uma Thurman – Gli occhi della vita (Hysterical Blindness)

### Migliore attore in una serie drammatica
- James Gandolfini – I Soprano (The Sopranos)
- Michael Chiklis – The Shield
- Martin Sheen – West Wing - Tutti gli uomini del Presidente (The West Wing)
- Kiefer Sutherland – 24
- Treat Williams – Everwood

### Migliore attrice in una serie drammatica
- Edie Falco – I Soprano
- Lorraine Bracco – I Soprano
- Amy Brenneman – Giudice Amy (Judging Amy)
- Allison Janney – West Wing - Tutti gli uomini del Presidente
- Lily Tomlin – West Wing - Tutti gli uomini del Presidente

### Migliore attore in una serie commedia
- Sean Hayes – Will & Grace
- Matt LeBlanc – Friends
- Bernie Mac – The Bernie Mac Show
- Tony Shalhoub – Detective Monk
- Ray Romano – Tutti amano Raymond

### Migliore attrice in una serie commedia
- Megan Mullally – Will & Grace
- Jennifer Aniston – Friends
- Kim Cattrall – Sex and the City
- Patricia Heaton – Tutti amano Raymond (Everybody Loves Raymond)
- Jane Kaczmarek – Malcolm (Malcolm in the Middle)

### Migliore cast in una serie drammatica
- Six Feet Under
Lauren Ambrose, Frances Conroy, Rachel Griffiths, Michael C. Hall, Richard Jenkins, Peter Krause, Freddy Rodríguez, Jeremy Sisto, Mathew St. Patrick
- 24
Reiko Aylesworth, Xander Berkeley, Carlos Bernard, Jude Ciccolella, Sarah Clarke, Elisha Cuthbert, Michelle Forbes, Laura Harris, Dennis Haysbert, Leslie Hope, Penny Johnson Jerald, Phillip Rhys, Kiefer Sutherland, Sarah Wynter
- CSI: Crime Scene Investigation
Gary Dourdan, George Eads, Jorja Fox, Paul Guilfoyle, Robert David Hall, Marg Helgenberger, William Petersen, Eric Szmanda
- I Soprano
Lorraine Bracco, Federico Castelluccio, Dominic Chianese, Drea de Matteo, Edie Falco, James Gandolfini, Robert Iler, Michael Imperioli, Joe Pantoliano, Steve Schirripa, Jamie Lynn Sigler, Tony Sirico, Aida Turturro, Steven Van Zandt, John Ventimiglia
- West Wing - Tutti gli uomini del Presidente
Stockard Channing, Dulé Hill, Allison Janney, Rob Lowe, Janel Moloney, Richard Schiff, Martin Sheen, John Spencer, Bradley Whitford

### Migliore cast in una serie commedia
- Tutti amano Raymond
Peter Boyle, Brad Garrett, Patricia Heaton, Doris Roberts, Ray Romano, Madylin Sweeten
- Frasier
Peri Gilpin, Kelsey Grammer, David Hyde Pierce, Jane Leeves, John Mahoney
- Friends
Jennifer Aniston, Courteney Cox, Lisa Kudrow, Matt Le Blanc, Matthew Perry, David Schwimmer
- Sex and the City
Kim Cattrall, Kristin Davis, Cynthia Nixon, Sarah Jessica Parker
- Will & Grace
Sean Hayes, Eric McCormack, Debra Messing, Shelley Morrison, Megan Mullally

## SAG Annual Life Achievement Award
- Clint Eastwood